# 135799 Ráczmiklós
A 135799 Ráczmiklós (ideiglenes jelöléssel (135799) 2002 RZ111) a Naprendszer kisbolygóövében található aszteroida. Sárneczky Krisztián fedezte fel 2002. szeptember 7-én.
Sárneczky Krisztián fedezte fel 2002. szeptember 7-én ezt a 2-3 km átmérőjű, 4,15 éves keringési idejű kisbolygót. Miután majd három hónapig sikerült követni, nem okozott gondot 2004-es újrafelfedezése, azóta pedig minden évben megfigyelik a világ valamely obszervatóriumában. A pontos pályaelemek ismeretében a felfedezőnek egy 1990-ben készült, digitalizált fotólemezen is sikerült megtalálni a nyomát. Nevét Rácz Miklós fizikusról kapta, aki 2000 és 2011 között a Konkoly Obszervatórium műszaki igazgatója volt, és nevéhez fűződik a Piszkéstetői Megfigyelő Állomás modernizációjának elindítása.